# دنيس غرينلاند
دنيس غرينلاند هو عالم الأرض ‏ فلبيني، ولد في 13 يناير 1937، وتوفي في 23 ديسمبر 2012.